# Lluís Sala i Molins
Lluís Sala i Molins, més conegut com Louis Sala-Molins o Lluís Sala-Molins (Santpedor, 1935) és un professor de filosofia català.
Després d'estudiar a París i a Friburg. Va ser l'alumne i posterior ajudant de Vladimir Jankélévitch als anys 60. Sota la seva direcció, va escriure una tesi doctoral dedicada a La Philosophie de l'amour chez Raymond Lulle i defensada el 1975. El mateix any va entrar com a professor a la Sorbona.
Professor emèrit de filosofia política, va ensenyar a les universitats de París 1 i Tolosa 2. La majoria de les seves publicacions es refereixen a la filosofia del dret. Les seves publicacions tracten sobre les pràctiques de la Inquisició romana i la legislació sobre l'esclavitud negra a les colònies franceses sota l'Antic Règim (sobretot el Code Noir). Aquestes últimes obres han generat polèmica i crítiques per part de diversos historiadors del tràfic d'esclaus.

## Publicacions destacades
- Lulle. Arbre de Philosophie d’amour. Livre de l’ami et de l’aimé et Choix de textes philosophiques et mystiques. Introduction et traduction, Paris (Aubier-Montaigne) 1967.
- Nicolau Eymerich et Francisco Peña. Le Manuel des Inquisiteurs (Directorium inquisitorum). Introduction, traduction. Paris – La Haye (Mouton) 1973. Réédition: Paris (Albin Michel) 2001.
- La philosophie de l’amour chez Raymond Lulle. Préface de Vladimir Jankélévitch. Paris – La Haye 1974.
- Silvio Zavala. Amérique latine: philosophie de la Conquête. Introduction et traduction. Paris – La Haye 1977.
- La loi, de quel droit? Paris (Flammarion) 1977.
- Le Dictionnaire des Inquisiteurs (Repertorium Inquisitorum). Valence 1494. Introduction et traduction. Paris (Galilée) 1981.
- Raimundi Lulli Opera latina in Montepessulano composita anno MCCCIV. Editio critica. Turnhout (Brepols) 1982.
- Herder. Encara una filosofia de la història. Introduction et traduction. Barcelone (Laia) 1983.
- Sodoma A l’alba de la filosofia del dret. Barcelone (Edicions 62) 1984.
- Eimeric. Court traité. Introduction et traduction. Grenoble (Million) 1986.
- Le Code noir ou le calvaire de Canaan.1ère édition: Paris (P.U.F.) 1987; édition courante (10ème) Paris (PUF, « Les grands textes ») 2005.
- De rege. De libertate. Del rei. De la llibertat. Paris-Barcelone (Moufflon) 1988.
- Sodome. Exergue à la philosophie du droit. Paris (Albin Michel) 1991.
- L’Afrique aux Amériques. Le Code noir espagnol. Paris (PUF) 1992.
- Les misères des Lumières. Sous la Raison l’outrage. Paris (Robert Laffont) 1992. Réédition: Paris (Homnisphères) 2008.
- Déraison, esclavage et droit. Les fondements idéologiques et juridiques de la traite négrière et de l’esclavage. Collectif dirigé par Louis Sala-Molins et Isabel Castro-Henriques. Paris, Unesco 2002.
- Le livre rouge de Yahvé. Paris (La Dispute) 2004.